# مکمل یک
مکمل یک روشی برای نمایش اعداد صحیح است. مکمل یک یک عدد دودویی (در مبنای ۲) را می‌توان با صفر کردن تمام یک‌ها و یک کردن تمام صفرها به دست آورد. از این روش برای ذخیره‌سازی اعداد صحیح در رایانه استفاده می‌شود.
مکمل یک (متمم) دارای معایب زیادی است و عمده‌ترین آنها این است که طراحی مدار برای انجام جمع یا تفریق در این اعداد مشکل‌تر است و برای عدد صفر دو گونه نمایش وجود دارد. محدوده این اعداد تا حدی کوچک‌تر می شود. چنانچه مکمل یک عددی را بگیرید و یک واحد به آن بیافزائید، مکمل دو آن عدد به دست می‌آید، که روش جایگزین مکمل‌یک در رایانه‌های امروزی است.